# 고영훈
고영훈(1952~)은 대한민국의 화가이다.

## 생애
1952년 제주도에서 출생하였고, 홍익대학교를 졸업하였다. 서울에서 거주 및 활동중이다. 그의 작품은 초현실주의로 유명하다.